# Monocelis cincta
Monocelis cincta är en plattmaskart som beskrevs av Tor Karling 1966. Monocelis cincta ingår i släktet Monocelis och familjen Monocelididae. Inga underarter finns listade i Catalogue of Life.